# بيتي مارس
بيتي مارس (بالفرنسية: Betty Mars)‏ هي مغنية وممثلة فرنسية، ولدت في 30 يوليو 1944 بباريس في فرنسا، وتوفيت بنفس المكان في 20 فبراير 1989.

## وصلات خارجية
- بيتي مارس على موقع IMDb (الإنجليزية)
- بيتي مارس على موقع ألو سيني (الفرنسية)
- بيتي مارس على موقع ميوزك برينز (الإنجليزية)
- بيتي مارس على موقع أول موفي (الإنجليزية)
- بيتي مارس على موقع قاعدة بيانات الأفلام السويدية (السويدية)
- بيتي مارس على موقع أول ميوزيك (الإنجليزية)
- بيتي مارس على موقع ديسكوغز (الإنجليزية)
- بيتي مارس على موقع قاعدة بيانات الفيلم (الإنجليزية)
- بيتي مارس على موقع كينوبويسك (الروسية)